# Jakub Suchacek
Jakub Suchacek (né le 17 novembre 1978) est un ancien sauteur à ski tchèque.

## Palmarès

### Jeux Olympiques
| Épreuve / Édition | Nagano 1998 |
| Petit Tremplin    | 28e         |
| Grand Tremplin    | 15e         |

### Championnats du monde
| Épreuve / Édition | Thunder Bay 1995 | Trondheim 1997 | Ramsau 1999 |
| Petit Tremplin    | 32e              | 30e            | 11e         |
| Grand Tremplin    | 25e              | 26e            | 28e         |

### Championnats du monde de vol à ski
| Épreuve / Édition | Planica 1994 | Kulm 1996 | Oberstdorf 1998 |
| Individuel        | 27e          | 9e        | 16e             |

### Coupe du monde
- Meilleur classement final: 16e en 1995.
- Meilleur résultat: 2e.